# 食人族VS首刈族
『食人族VS首刈族』は、1985年のイタリア映画。

## 概要
1970年代から1980年代にかけて、特にイタリア映画を中心に「食人族映画」とでも言えそうな、エログロを露骨に押し出した映画が多数制作されていた（モンド映画、『食人族』も参照）。本作の邦題も、そういった流れを汲むかのようなおどろおどろしいものになっているが、実際には作品で主に描かれるのは首刈族であり、序盤で申し訳程度に戦う場面があるのみで、実質的に食人族要素は無いと言っていい。
本作もエログロ趣味満載のような宣伝や紹介がされており、事実そういった場面もあることはある。しかし実際の内容は、両親の死をめぐるミステリーに復讐劇、一見野蛮な部族との交流に加え、部族の青年との悲恋といったドラマティックな内容になっており、事前に抱くであろうイメージとはかなり異なる作品になっている。
本作は、「キャサリン・マイルズ」なる人物がアマゾンの部族にさらわれて体験した実話、といった体の宣伝がされており、作中には現実のキャサリンとされる人物も登場している。ただし、顔がはっきりわかるような形での出演ではなく、特にホラー映画では真偽不明な話を「実話」として宣伝されることが常態化しており、本作に関してもどこまで真実なのか、そもそも本当にあった話なのかも定かではない。

## ストーリー
ある裁判所で女性が裁判を受けていた、どうやら女性は殺人の罪を犯したらしい。そして彼女がそこに至った体験が語られていく。
寄宿学校を卒業した18歳のキャサリン・マイルズは、両親が所有する南米アマゾンの農園を訪ねる。そこにはおじ夫婦もおり、ある日皆で揃って川にボートクルーズに出かける。しかしその途中で謎の部族に襲撃され、キャサリンは気を失ってしまう。彼女が意識を取り戻すと、そこでは死んだ両親の首が切り落とされており、キャサリンも連れ去られてしまう。
部族の村に連れて行かれたキャサリンは、白人故に好奇の目に晒され、さらに部族の奇妙な風習に困惑する。その中にあって、部族の若者ウムカイはキャサリンのために気を配り、彼女のため戦ってくれるなどし、キャサリン自身も勇敢で誠実なウムカイに徐々に好感を抱いていく。しかしそれでも完全に心を開くことはなかった、両親を殺した相手でもあったからだ。
キャサリンは村での生活を続けていくうち、少しずつ彼らのことを理解していき、彼らの知識と技術を学び、彼らの言葉も理解できるようになっていった。そしてある日、ついにキャサリンはウムカイに気になっていたことを尋ねる。「なぜ自分の両親を殺したのか」と。
彼の答えは驚くべきものだった。自分たちは首を切っただけで殺してはおらず、殺したのは別の部族だという。実は事件の黒幕はおじ夫婦であり、彼らが両親の農園を乗っ取るために起こしたことだったのだ。復讐を決意したキャサリンはおじ夫婦のもとに向かうと伝え、ウムカイもそれに同行してくれた。
今やおじ夫婦のものとなった農園に舞い戻ったキャサリンは、彼らの寝室でついに対峙する。死んだと思っていた彼女の姿に驚く夫妻を、キャサリンはこれまで部族の生活で身につけた技術で葬り去る。しかし掟に従い、ウムカイは村に一人戻ることになり、結局それ以後二人は離れ離れとなった。
裁判を受け、罪を償い現在は自由の身となったキャサリンは、新たな家族と静かな生活を送っていた。しかし今でも彼女は、時々ウムカイのことを思い出すのだった。

## キャスト
- キャサリン・マイルズ - エルヴィル・オドレ
- ウムカイ - ウィル・ゴンザレス
- ディック・キャンベル
- アンドレア・コッポラ